# Mercury Seven

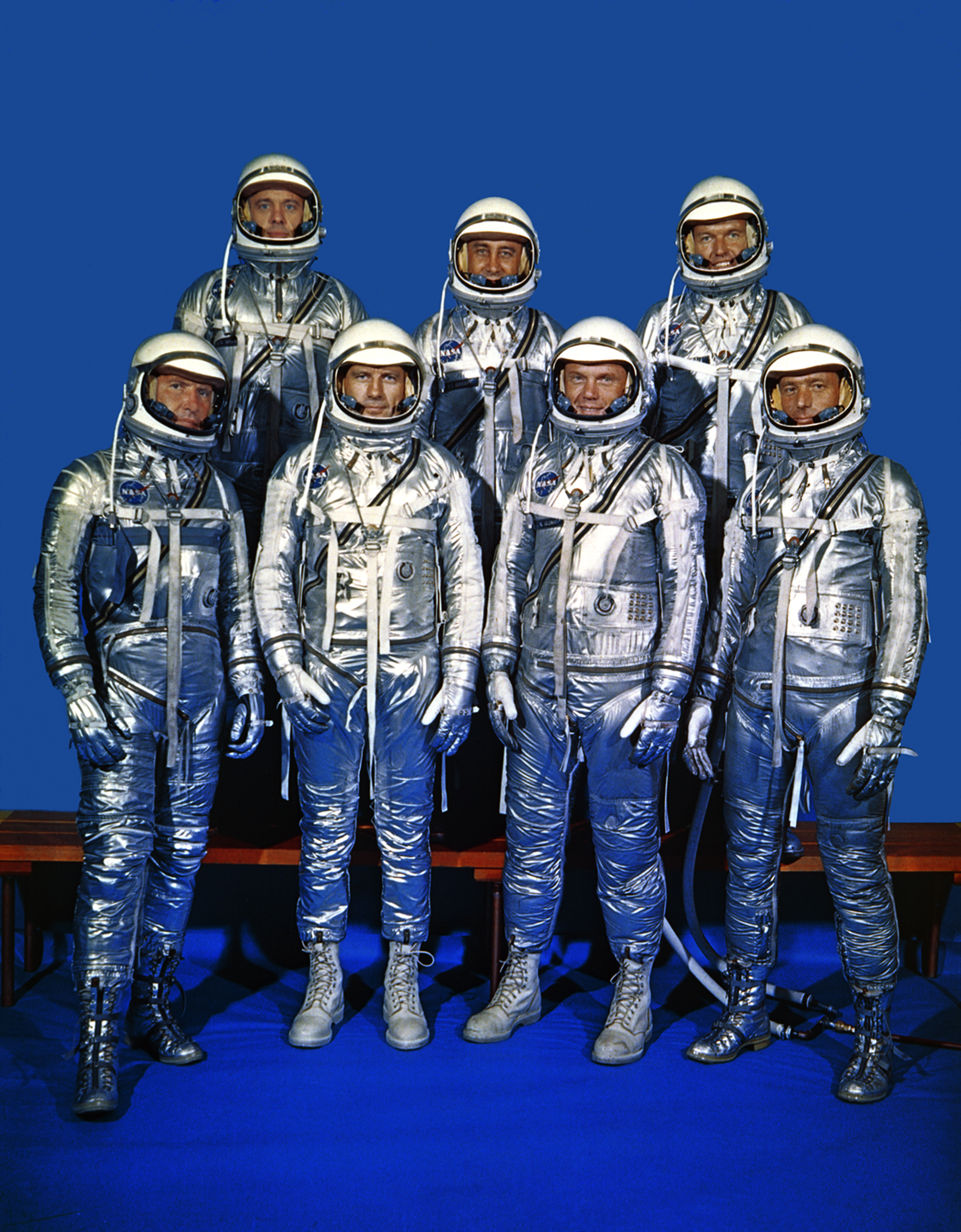
In alto - Shepard, Grissom, Cooper; In centro - Schirra, Slayton, Glenn, Carpenter. Questa è l'unica foto in cui i 7 astronauti compaiono insieme con la tuta pressurizzata modello Navy Mark IV.

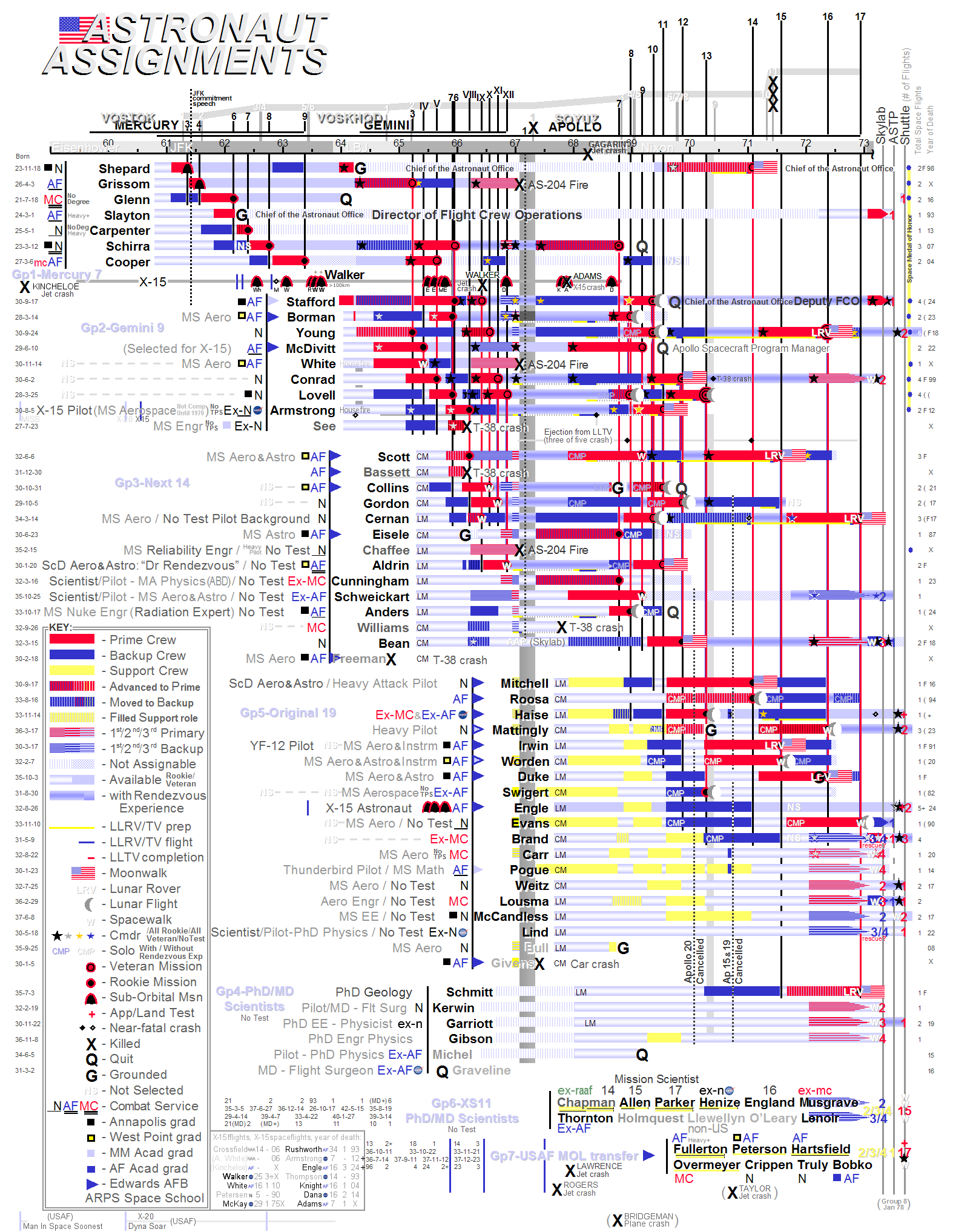
Il grafico mostra l'assegnazione del gruppo 1 alle varie missioni.

Il Mercury Seven fu un gruppo di sette astronauti designati per pilotare la navicella nelle missioni del Programma Mercury, i cui nomi vennero annunciati pubblicamente dalla NASA il 9 aprile 1959. Sono stati chiamati anche come gli Original Seven e NASA Astronaut Group 1. Il gruppo fu composto da: Scott Carpenter, Gordon Cooper, John Glenn, Gus Grissom, Wally Schirra, Alan Shepard e Deke Slayton. I Mercury Seven crearono una nuova professione negli Stati Uniti e consolidarono l'immagine dell'astronauta statunitense per i decenni a venire.
Tutti i Mercury Seven volarono nello spazio almeno una volta. Essi pilotarono le sei missioni spaziali che prevedevano la presenza umana a bordo del programma Mercury dal maggio 1961 al maggio 1963. Alcuni di loro, inoltre, fecero parte anche degli equipaggi di tutti i programmi di volo spaziale umano del XX secolo della NASA succeduti a Mercury: Gemini, Apollo e Space Shuttle.
Nel 1961, Shepard divenne il primo statunitense ad andare nello spazio e camminò sulla Luna con l'Apollo 14 dieci anni dopo. Grissom volò nella prima missione Gemini con equipaggio nel 1965, ma morì nel 1967 nell'incendio dell'Apollo 1; gli altri sopravvissero tutti oltre il pensionamento dal servizio. Schirra volò sull'Apollo 7 nel 1968, la prima missione Apollo con equipaggio, al posto di Grissom. Slayton, messo a terra per una fibrillazione atriale, alla fine volò sul programma test Apollo-Sojuz nel 1975. Glenn, primo americano a raggiungere l'orbita terrestre nel 1962, volò sullo Space Shuttle Discovery, nella missione STS-95, nel 1998 diventando, all'età di 77 anni, la persona più anziana a volare nello spazio fino a quel momento. Era l'ultimo membro vivente dei Mercury Seven quando morì nel 2016 all'età di 95 anni.

## Contesto

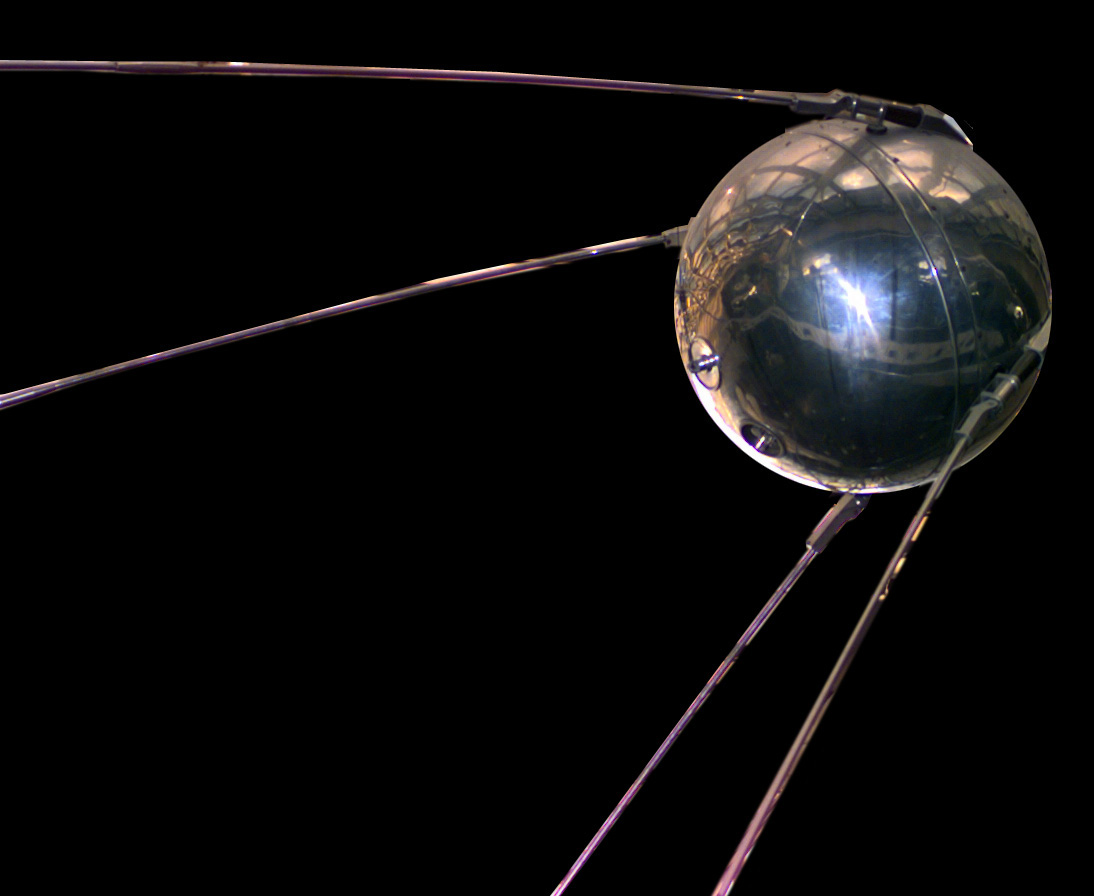
Replica dello Sputnik 1

Il lancio del satellite Sputnik 1 da parte dell'Unione Sovietica, avvenuto il 4 ottobre 1957, diede inizio a una competizione tecnologica e ideologica nell'ambito della guerra fredda con gli Stati Uniti nota come "corsa allo spazio". La presa di coscienza del ritardo tecnologico statunitense rispetto all'avversario, rappresentò un profondo shock per il popolo americano. I sovietici continuarono cogliendo un altro successo nel lancio dello Sputnik 2 con a bordo la cagnolina Laika, il primo essere vivente nello spazio. A questo punto, gli analisti dell'intelligence' statunitense suggerirono che i sovietici stessero pianificando di mandare un uomo in orbita in breve tempo, il che indusse l'aeronautica degli Stati Uniti (USAF) e il National Advisory Committee for Aeronautics (NACA) a rafforzare i loro sforzi per fa sì che anche loro potessero raggiungere tale traguardo.
L'USAF diede, allora, inizio a un programma di volo spaziale chiamato Man In Space Soonest (MISS), ottenendo l'approvazione dallo Stato maggiore congiunto con una richiesta di un finanziamento pari a 133 milioni di dollari. Durante lo svolgimento del programma, il MISS si trovò ad affrontare diverse sfide tecnologiche, che a loro volta causarono difficoltà nel suo finanziamento generando un conflitto tra le due agenzie che avrebbero dovuto sostenerlo, la NACA e l'Advanced Research Projects Agency (ARPA). Il cuore del problema fu l'incapacità dell'USAF di articolare un chiaro scopo militare per il programma MISS.
Nel frattempo, in risposta alla "crisi dello Sputnik", il presidente degli Stati Uniti, Dwight Eisenhower, decise di creare una nuova agenzia civile, la National Aeronautics and Space Administration (NASA) che, assorbendo la NACA, avrebbe assunto il ruolo di dirigere il programma spaziale americano. Nel settembre 1958, l'USAF accettò di trasferire la responsabilità del MISS alla NASA, che venne ufficialmente istituita il 1º ottobre successivo. Il 5 novembre, fu creato lo Space Task Group (STG) presso il Langley Research Center della NASA a Hampton, Virginia, con Robert R. Gilruth come direttore. Il 26 novembre, l'amministratore della NASA Thomas Keith Glennan e il suo vice, Hugh Dryden, adottarono il suggerimento formulato da Abe Silverstein, direttore dello sviluppo del volo spaziale presso lo STG, riguardo al fatto che il programma di volo spaziale umano fosse chiamato Programma Mercury. Il nome fu annunciato pubblicamente da Glennan il 17 dicembre 1958, il 55º anniversario del primo volo dei fratelli Wright. L'obiettivo del Programma Mercury era quello di mandare un uomo nell'orbita terrestre, riportarlo sano e salvo sulla Terra e valutare le sue capacità nello spazio.

## Criteri di selezione

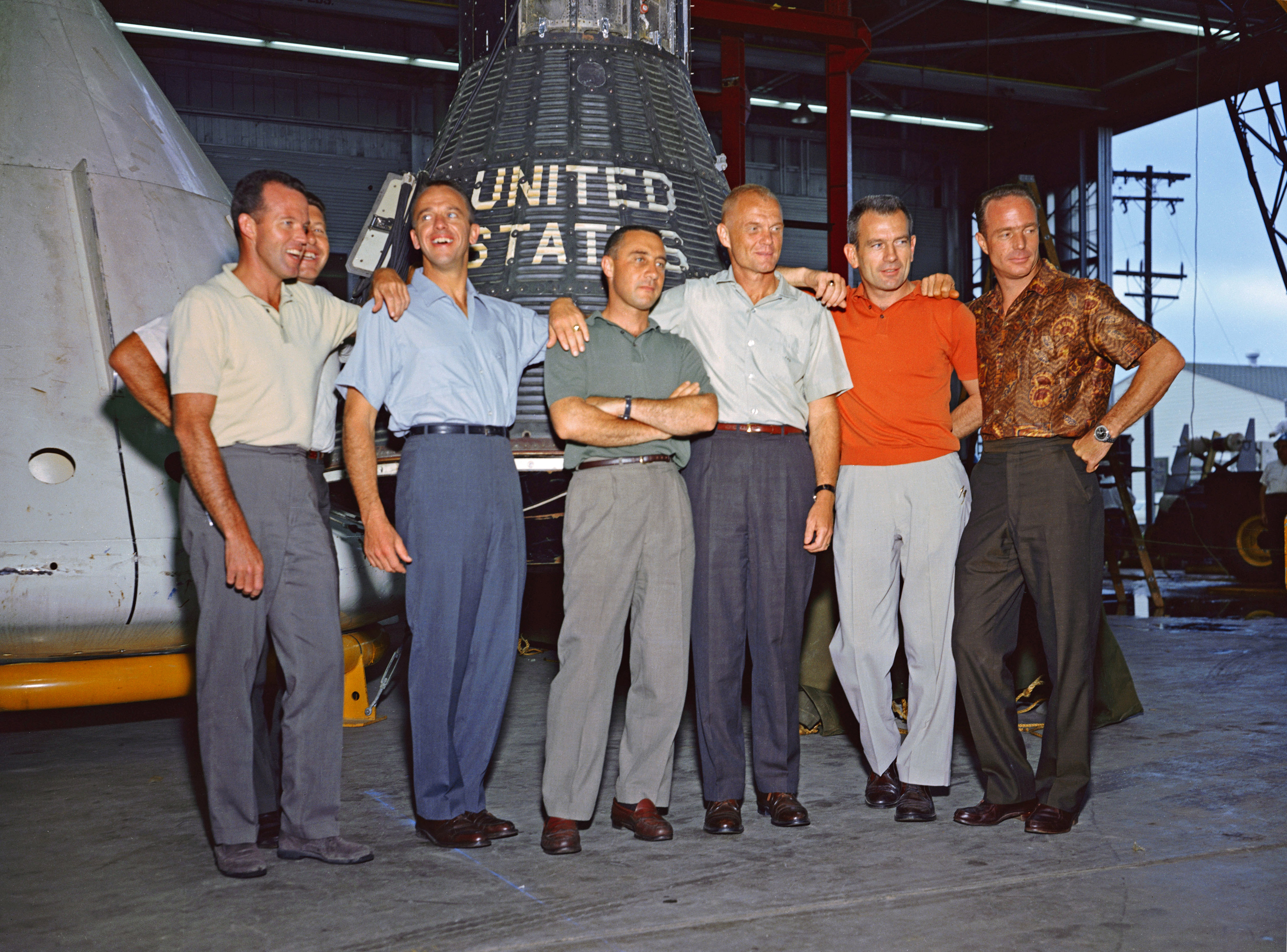
Mercury Seven posano davanti ad una navetta Mercury il 21 ottobre 1963 presso una base militare di Houston. Da sinistra a destra: Cooper, Schirra (parzialmente coperto), Shepard, Grissom, Glenn, Slayton e Carpenter.

L'STG si trovò di fronte alla necessità di scegliere un termine per definire coloro che avrebbero viaggiato nello spazio. Il 1º dicembre 1958 si tenne una sessione di brainstorming e, alla fine, in analogia con "aeronauta" (viaggiatore aereo), venne coniato il termine di "astronauta", che significava "viaggiatore interstellare", benché se le ambizioni del programma fossero ben più limitate. Nonostante si credesse di aver creato una nuova parola, il termine era già in uso nella fantascienza dagli anni 1920. Un gruppo di tre uomini, Charles Donlan, Warren North e Allen Gamble, redassero le specifiche riguardo all'inquadramento all'interno del United States federal civil service di questi astronauti. La commissione propose che essi fossero inseriti nei gradi dal 12° al 15°, a seconda delle qualifiche e dell'esperienza, con uno stipendio annuo compreso tra gli 8330 e gli 12770 dollari (equivalenti a 87066 $ e 133473 $ del 2023). Descrissero, inoltre, le i loro compiti come segue:
Anche se la commissione riteneva che molte persone potessero possedere le competenze necessarie (piloti di aerei, sommergibilisti, sommozzatori di acque profonde e alpinisti erano tutti considerati probabili potenziali candidati), decise che sarebbero potute essere meglio soddisfatte da piloti collaudatori militari. Inoltre, ridurre la ricerca a solo questo ristretto gruppo avrebbe semplificato di molto il processo di selezione e, inoltre, avrebbe soddisfatto anche i requisiti di sicurezza e segretezza, poiché il ruolo di astronauta avrebbe quasi certamente comportato l'accesso a informazioni riservate. La decisione in tal senso venne presa dalla commissione nell'ultima settimana di dicembre 1958. Tuttavia, non venne trascurata la contraddizione di ricorrere a personale militare in un programma civile. Quindi, in considerazione della preferenza espressa dal presidente per un programma spaziale al di fuori dell'ambito militare, Glennan pensò che fosse meglio sottoporre la decisione allo stesso Eisenhower. Venne quindi organizzato un incontro con il presidente, che fu persuaso dalle argomentazioni.
La commissione stabilì, inoltre, i criteri di selezione. Gli astronauti dovevano essere:
- di età inferiore ai 40 anni;
- alti meno di 1,80 metri;
- in ottime condizioni fisiche;
- in possesso di una laurea o titolo equivalente;
- diplomati nella scuola di pilota collaudatore;
- con un minimo di 1500 ore di volo totali;
- un pilota di aerei a reazione.

Il limite di altezza era in funzione delle ridotte dimensioni della navicella spaziale Mercury che non permettevano di ospitare qualcuno più alto. Era ancora incerto se all'astronauta sarebbe stato possibile pilotare la navicella nel senso convenzionale, ma fin dall'inizio della sua progettazione venne previsto un certo grado di controllo manuale.

## Processo di selezione

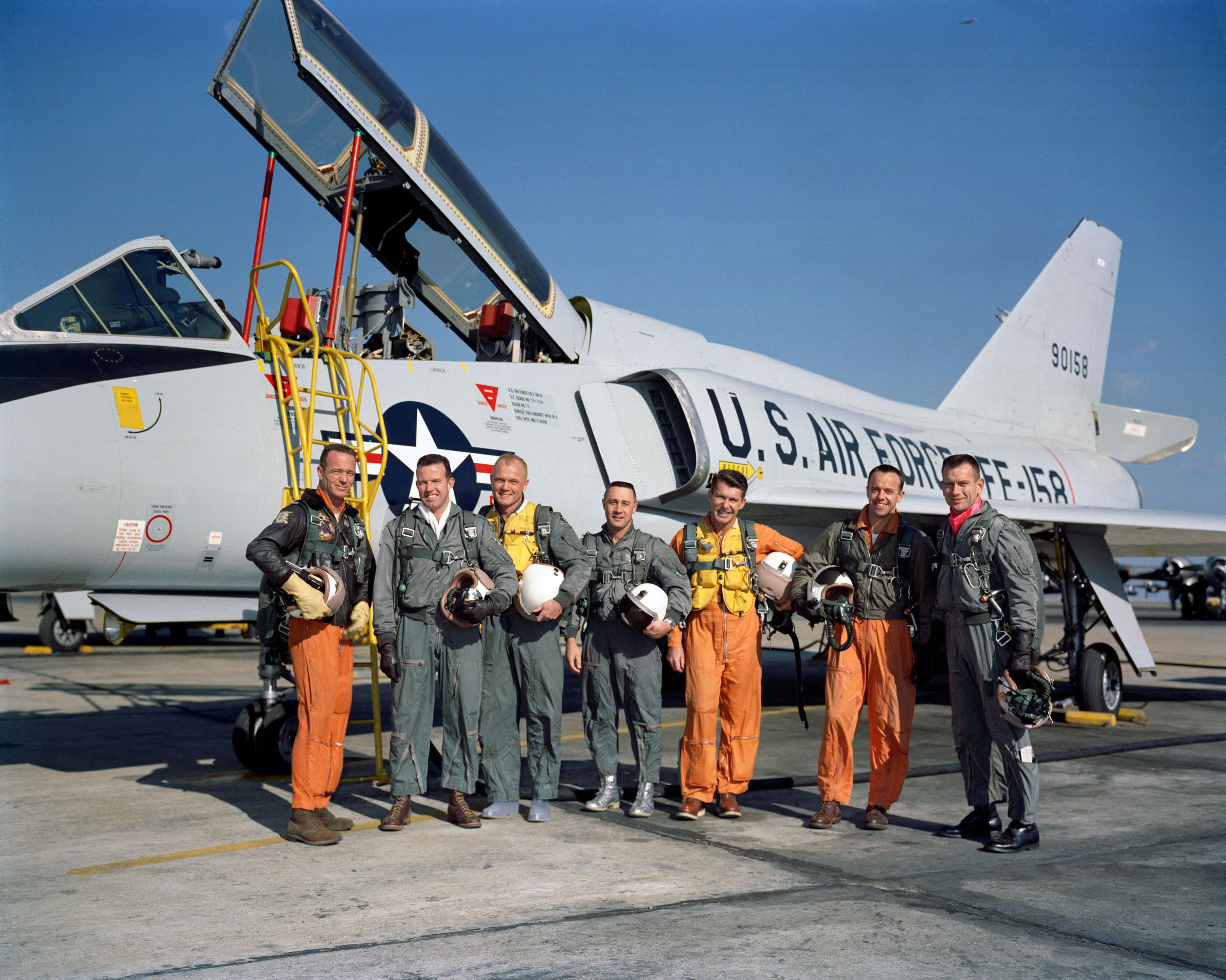
Gli astronauti del Mercury Seven posano davanti a un Convair F-106 Delta Dart il 20 gennaio 1961 presso la base aerea di Langley.

Il primo passo nel processo di selezione è stato quello di ottenere i registri di servizio dei diplomati della scuola per piloti collaudatori del Dipartimento della difesa degli Stati Uniti d'America. Tutti gli enti coinvolti accettarono di collaborare pienamente consegnando i propri archivi. A quel momento vi erano 508 piloti collaudatori militari in totale in servizio, di cui 225 dell'Aeronautica Militare, 225 della Marina, 23 del Corpo dei Marines e 35 dell'Esercito. Nel gennaio 1959 le liste vennero esaminate da Donlan, North, Gamble e dallo psicologo Robert Voas, identificando 110 piloti - cinque Marines, 47 della Marina e 58 dell'Aeronautica - che soddisfacevano gli standard minimi stabiliti. I 110 selezionati vennero poi divisi in tre gruppi, con i più promettenti inseriti nel primo.
Sessantanove candidati furono invitati al Pentagono a Washington, divisi in due gruppi. Il primo gruppo, formato da 35 piloti,  si incontrò lì il 2 febbraio 1959. Gli ufficiali appartenenti alla Marina e al Corpo dei Marines vennero accolti dal Capo delle Operazioni Navali, l'Ammiraglio Arleigh Burke, mentre quelli dell'Aeronautica dal Capo di stato maggiore dell'Aeronautica degli Stati Uniti, il generale Thomas White. Entrambi assicurarono il loro sostegno al programma spaziale e promisero che le carriere dei volontari selezionati non sarebbero state influenzate negativamente. I funzionari della NASA informarono, quindi, i candidati sul programma ammettendo che sarebbe stata un'impresa rischiosa, ma sottolineandone la grande importanza nazionale.
I candidati parteciparono a tre incontri condotti dai funzionari della NASA. Durante il primo di questi, gli venne descritta l'attività e l'organizzazione dell'agenzia e del programma Mercury, nel secondo venne approfondito il ruolo del pilota nel progetto, mentre nel terzo si discusse a proposito del programma di addestramento che era stato individuato. Nel pomeriggio, i candidati ebbero brevi incontri individuali con il comitato di selezione della NASA. Venne a loro chiarito che la partecipazione al programma fosse completamente volontaria e che avevano la facoltà di rifiutare senza alcuna conseguenza sulla propria carriera. A questo punto, diversi candidati decisero di rifiutare l'opportunità.
I candidati restanti si presentarono al quartier generale della NASA a Washington il giorno successivo per sottoporsi a ulteriori valutazioni. Voas gli somministrò una serie di test standardizzati, inclusi il Miller Analogies Test per valutare il quoziente d'intelligenza, il Minnesota Engineering Analogies Test per misurare l'attitudine ingegneristica e il Doppelt Mathematical Reasoning Test inerente all'attitudine matematica. Donlan, North e Gamble condussero colloqui tecnici e discussero con i candidati a proposito delle loro motivazioni riguardo alla partecipazione al programma. Successivamente, i candidati furono valutati da due psichiatri dell'USAF, George Ruff ed Edwin Levy. Un medico specializzato in medicina aeronautica, William Augerson (anch'egli dell'USAF), esaminò le cartelle cliniche dei candidati. Alcuni di essi vennero esclusi in quanto oltre il limite di altezza prestabilito.
Questo procedimento venne ripetuto la settimana successiva con il secondo gruppo di 34 candidati. Dei 69 giunti a Washington, sei risultarono oltre il limite di altezza, 15 vennero eliminati per altri motivi e 16 declinarono la proposta. Alla NASA rimasero ancora 32 candidati: 15 della Marina, 15 dell'Aeronautica e due del Corpo dei Marines. Poiché il numero totale dei candidati superava ancora le aspettative, la NASA decise di non considerare i restanti 41 candidati, poiché 32 sembrò un numero più che sufficiente per selezionare i 12 astronauti richiesti. Inoltre, il livello di interesse riscontrato indicava che ci sarebbero stati meno abbandoni durante l'addestramento rispetto a quanto previsto, il che avrebbe comportato di dover formare astronauti che poi non sarebbero stati necessari per le missioni programmate. Di conseguenza, venne presa la decisione di ridurre il numero di astronauti selezionati a soli sei.
Successivamente vennero condotti, da gennaio a marzo, una serie estenuante di test fisici e psicologici presso la Lovelace Clinic e il Wright Aerospace Medical Laboratory sotto la supervisione di Albert Schwichtenberg, un generale di brigata dell'USAF in pensione. I test compresero sessioni prolungate su tapis roulant e tavoli inclinabili, l'immersione dei piedi in acqua ghiacciata, l'assunzione di tre dosi di olio di ricino e cinque clisteri. Durante questa fase, solo un candidato, Jim Lovell, venne eliminato per motivi medici, una diagnosi che successivamente si è rivelata errata. Tredici altri candidati vennero raccomandati con riserva. Poiché Gilruth non riuscì a selezionarne solo sei tra i restanti diciotto, alla fine ne furono scelti sette.
Nonostante l'esclusione da questo primo gruppo di astronauti, molti dei 25 finalisti non selezionati ebbero comunque una carriera militare prestigiosa. Successivamente divennero comunque astronauti: Pete Conrad e Jim Lovell, che furono selezionati con il gruppo successivo nel 1962; e Edward Givens, selezionato con il quinto gruppo nel 1966. Altri raggiunsero un alto grado: Lawrence Heyworth Jr. divenne contrammiraglio, Robert Baldwin e William Lawrence divennero vice ammiragli, mentre Thomas Hayward divenne un ammiraglio comandando la Settima Flotta e la Flotta del Pacifico assumendo anche il ruolo di capo delle operazioni navali. Tre dei finalisti morirono successivamente in incidenti aerei: Halvor Ekeren, Jr., l'8 aprile 1959, Jack Mayo l'11 gennaio 1961, e Hal Crandall il 24 luglio 1963. Robert Bell morì nell'esplosione del 16 maggio 1965 nella base aerea di Bien Hoa in Vietnam.

## Il gruppo

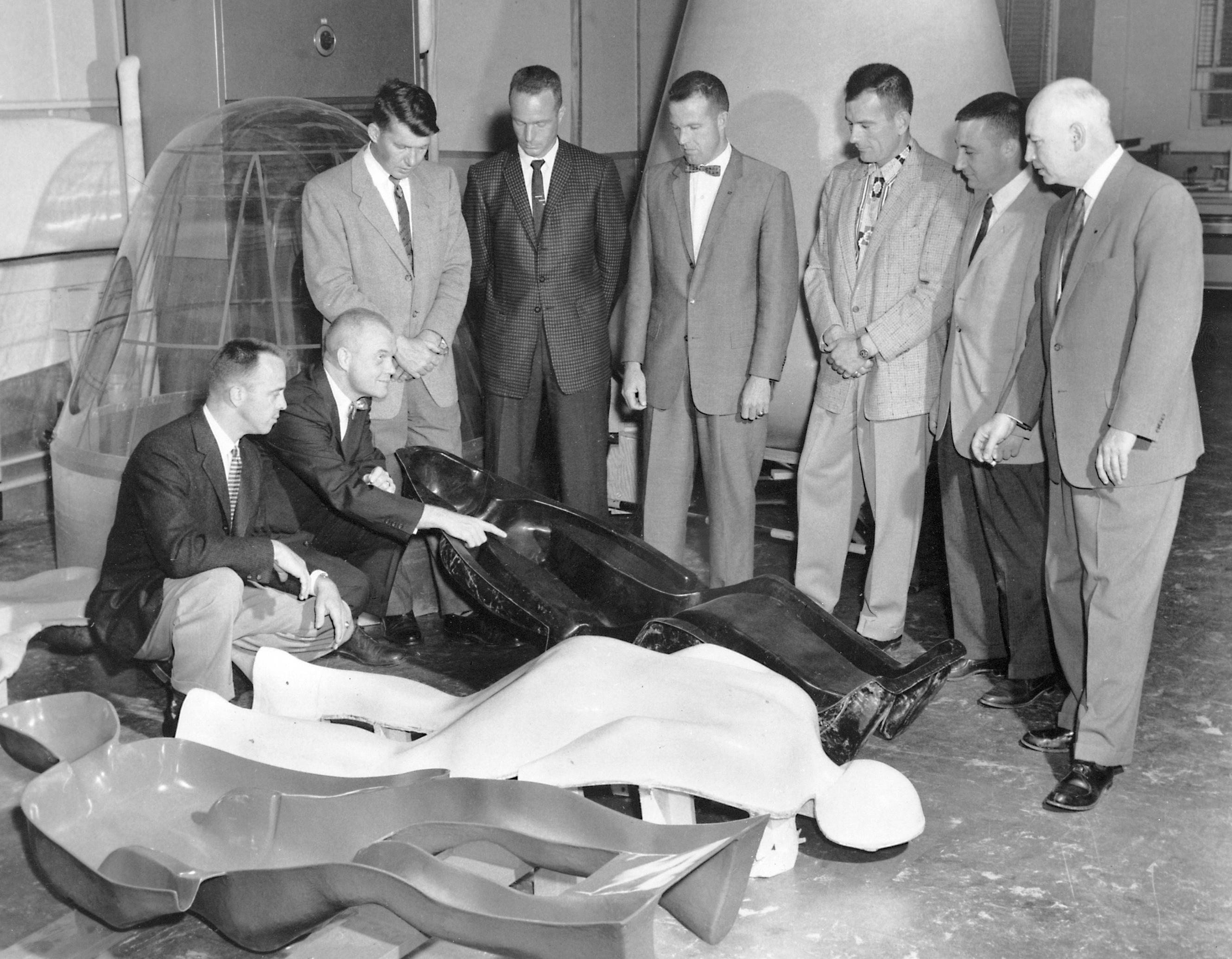
Gli astronauti del Mercury Seven osservano il seggiolino progettato per la navicella. L'ultimo a destra è Robert R. Gilruth, direttore dello Space Task Group

Il primi gruppo di sette astronauti statunitensi selezionati, i Mercury Seven, furono il tenente della marina Scott Carpenter, il capitano dell'aeronautica Gordon Cooper, il tenente colonnello della marina John Glenn, il capitano dell'aeronautica Gus Grissom, il tenente comandante della marina Wally Schirra, il tenente comandante della marina Alan Shepard e il capitano dell'aeronautica Deke Slayton.
Erano tutti maschi e bianchi. Le donne non erano ancora accettate nelle scuole per piloti collaudatori militari, e il primo afroamericano a diplomarsi alla USAF Experimental Test Pilot School, John Whitehead Jr., lo fece solo nel gennaio 1958, e non fu uno dei finalisti. Vi erano diverse similitudini tra i Mercury Seven al di là dei criteri di selezione: quattro di loro erano omonimi dei loro padri, tutti erano figli maggiori o figli unici, tutti erano nati negli Stati Uniti e erano cresciuti in piccole cittadine. Infine, tutti erano sposati con figli e tutti erano protestanti.
La loro età al momento della selezione variava dai 32 di Cooper ai 37 di Glenn. Shepard era il più alto, raggiungendo l'altezza massima di 1,80 metri; Grissom era, invece, il più basso con i suoi 1,70 metri. Il peso non era un criterio fisso come l'altezza, poiché perdere peso era sempre possibile, ma le caratteristiche della navicella spaziale Mercury posero un limite di 82 kg. Cooper era il più magro, con un peso di 68 kg, mentre Glenn raggiungeva circa il massimo con 82 kg; Schirra era leggermente sovrappeso con 84 kg e dovette dimagrire per essere accettato. Entrambi, comunque, dovettero prestare attenzione al proprio peso durante il programma spaziale. Il quoziente di intelligenza variava da 135 a 147.
Tutti e sette avevano frequentato istituti post-secondari negli anni 1940. Dei cinque astronauti che avevano completato i corsi di laurea prima di essere selezionati, due (Shepard e Schirra) si erano diplomati all'Accademia navale degli Stati Uniti ad Annapolis, nel Maryland, rispettivamente nel 1944 e nel 1945. Dopo un decennio di studi intermittenti, Cooper aveva terminato il suo corso di laurea in ingegneria aerospaziale presso l'Air Force Institute of Technology (AFIT) nel 1956. Grissom aveva conseguito una laurea in ingegneria meccanica presso la Purdue University nel 1950, e una seconda laurea, in aeromeccanica, presso l'AFIT nel 1956. Slayton si era laureato in ingegneria aeronautica presso l'Università del Minnesota nel 1949. Le ore di volo medie dei sette furono 3500, di cui 1700 su jet. La maggior parte erano piloti di caccia tranne Carpenter, che volò su aerei da pattuglia plurimotore per gran parte della sua carriera.
Glenn e Carpenter non soddisfacevano tutti i requisiti di formazione accademica; Glenn non aveva ancora sostenuto il suo esame finale di idoneità, mentre Carpenter non aveva terminato il suo corso finale sul trasferimento di calore. Entrambi furono comunque ammessi al programma sulla base dell'equivalenza professionale e alla fine ottennero entrambi la laurea dopo i voli spaziali del 1962: Glenn in ingegneria al Muskingum College e Carpenter in ingegneria aeronautica presso l'Università del Colorado a Boulder.
Nonostante gli approfonditi esami medici, a Slayton venne successivamente riscontrata una fibrillazione atriale precedentemente non diagnosticata, che lo costrinse a rinunciare a volare due mesi prima di quella che sarebbe stata la sua prima missione spaziale e la seconda orbitale del programma.

## Inserimento alla NASA
La NASA presentò gli astronauti a Washington il 9 aprile 1959. Sebbene l'agenzia considerasse il programma Mercury sostanzialmente come un esperimento per determinare se gli esseri umani potessero sopravvivere ai viaggi spaziali, i sette uomini divennero immediatamente eroi nazionali e furono paragonati dalla rivista Time a "Colombo, Magellano, Daniel Boone, e i fratelli Wright". Duecento giornalisti invasero la stanza durante l'annuncio turbando gli astronauti, non abituati a un pubblico così numeroso.
Poiché indossavano abiti civili, il pubblico non li percepì come piloti collaudatori militari ma "americani maturi, della classe media, di altezza e viso nella media, tutti padri di famiglia". Con sorpresa degli astronauti, i giornalisti gli posero domande sulla loro vita personale invece che sulle loro esperienze di guerra, di volo o sui dettagli del programma Mercury. Dopo che Glenn rispose parlando eloquentemente «di Dio, patria e famiglia», gli altri seguirono il suo esempio, e furono applauditi dai giornalisti.
I piloti collaudatori accettavano che il loro lavoro fosse pericoloso; durante i tre anni di servizio di Glenn nella Marina, 12 di questi erano morti. Alla domanda su cosa le loro famiglie pensassero al riguardo di tali rischi, la maggior parte dei sette rimasero sorpresi, poiché non avevano mai pensato a una cosa del genere prima. Glenn rispose che "non pensava che nessuno di noi potesse davvero andare avanti con qualcosa del genere se non avessimo un buon supporto a casa. L'atteggiamento di mia moglie nei confronti di questo è stato lo stesso che è sempre stato durante tutta la mia carriera di volo. Se è quello che voglio fare, lei è dietro a tutto questo, e anche i bambini lo sono, al cento per cento". Carpenter ricevette ancora più applausi quando raccontò che era in mare quando la NASA aveva telefonato per informarlo che era stato scelto, e sua moglie René aveva accettato per suo conto. La sua selezione aveva anche messo alla prova l'impegno della Marina nei confronti del programma quando il capitano della sua nave, la USS Hornet, si rifiutò di farlo andare e Burke dovette intervenire personalmente.
Nel gennaio 1959 Cooper era stato lasciato dalla moglie Trudy dopo che aveva avuto una relazione con la moglie di un altro ufficiale e si era trasferita a San Diego. Durante i colloqui di selezione, gli era stato chiesto riguardo alla sua situazione famigliare e aveva mentito, dicendo che avevano un matrimonio buono e stabile. Consapevole che la NASA volesse proiettare un'immagine dei suoi astronauti come affettuosi padri di famiglia, e che la sua storia non avrebbe resistito ad un esame accurato, andò alla prima occasione a San Diego per vedere Trudy. Attratta dalla prospettiva di una grande avventura per sé e per le sue figlie, ella accettò di seguire la farsa e fingere che fossero una coppia felicemente sposata.

## Membri del gruppo
| Immagine | Nome                             | Nato                                        | Morto           | Carriera | Note                               |
| -------- | -------------------------------- | ------------------------------------------- | --------------- | --- | ---------------------------------- |
| Ritratto | Malcolm Scott Carpenter          | Boulder (Colorado), Colorado, 1 maggio 1925 | 10 ottobre 2013 | Carpenter entrò nella Marina statunitense nel 1949 dove pilotò aerei da pattugliamento multi-motore Lockheed P-2 Neptune. Si diplomò alla U.S. Naval Test Pilot School presso la Naval Air Station Patuxent River, nel Maryland, con la Classe 13 nel 1954. Carpenter fu il pilota della missione Mercury-Atlas 7, il secondo volo orbitale del programma Mercury. Nell'autunno del 1963 si congedò dalla NASA per partecipare al programma SEALAB proposto dalla Marina. Subì un infortunio al braccio sinistro in un incidente in moto e i due interventi chirurgici effettuati nel 1964 e nel 1967 non riuscirono a correggere la condizione. Pertanto si dimise dalla NASA nell'agosto 1967, ritirandosi dalla Marina nel 1969, con il grado di Comandante. | [ 64 ] [ 65 ] [ 66 ]               |
| Ritratto | Leroy Gordon (Gordo) Cooper Jr.  | Shawnee, Oklahoma, 6 marzo 1927             | 4 ottobre 2004  | Cooper si unì all'USAF nel 1949 e pilotò l'F-84 Thunderjet e l'F-86 Sabres in Germania per quattro anni. Si diplomò alla USAF Experimental Flight Test Pilot School presso la Edwards Air Force Base, in California, con la Classe 56D nel 1956. Cooper volò sulla Mercury-Atlas 9, l'ultima missione del programma Mercury. Fu il primo statunitense a viaggiare nello spazio per più di un giorno e l'ultimo a volare da solo. Andò nuovamente nello spazio sulla Gemini 5 nell'agosto 1965. Nel 1969, fu comandante dell'equipaggio di riserva dell'Apollo 10. Il suo atteggiamento poco rigido verso l'addestramento e la sua sicurezza lo portarono in contrasto con Slayton. Dopo che a Shepard fu assegnato il comando di una missione Apollo che sarebbe stata potenzialmente assegnabile a lui, Cooper si ritirò dalla NASA e dall'USAF con il grado di colonnello nel luglio 1970. | [ 67 ] [ 68 ] [ 69 ] [ 70 ] [ 71 ] |
| Ritratto | John Herschel Glenn Jr.          | Cambridge, Ohio, 18 luglio 1921             | 8 dicembre 2016 | Glenn si unì alla Marina Statunitense nel 1942 per poi trasferirsi nel Corpo dei Marines l'anno successivo. Prestò servizio attivo come pilota da caccia nel Pacifico durante la Seconda Guerra Mondiale, successivamente in Cina e poi nella Guerra di Corea dove abbatté tre MiG-15. Si qualificò come pilota collaudatore con la Classe 12 presso la U.S. Naval Test Pilot School nel 1954. Nel 1957, compì il primo volo transcontinentale supersonico attraverso gli Stati Uniti. Glenn volò nello spazio sulla Mercury-Atlas 6, la prima missione umana che prevedeva il raggiungimento dell'orbita terrestre del programma Mercury, diventando così il primo americano a orbitare attorno alla Terra. Si ritirò dalla NASA nel 1964 e dal Corpo dei Marines con il grado di Colonnello nel 1965. Dal 1974 al 1999, fu senatore degli Stati Uniti per l'Ohio nelle file del Partito Democratico. Nel 1998, mentre era ancora senatore, fu scelto per volare come specialista del carico utile nella missione STS-95 dello Space Shuttle Discovery, diventando, all'età di 77 anni, la persona più anziana a orbitare attorno alla Terra. | [ 72 ] [ 73 ] [ 74 ] [ 75 ]        |
| Ritratto | Virgil Ivan (Gus) Grissom        | Mitchell, Indiana, 3 aprile 1926            | 27 gennaio 1967 | Grissom entrò nell'Aeronautica degli Stati Uniti nel 1950 e partecipò a 100 missioni di combattimento durante la Guerra di Corea pilotando un F-86 Sabre. Nel 1956 si diplomò alla USAF Experimental Flight Test Pilot School presso la Edwards Air Force Base, California, con la Classe 56D (la stessa classe di Gordon Cooper). Grissom fece il suo primo volo nello spazio sulla Mercury-Redstone 4, il secondo volo suborbitale del programma Mercury e nel 1956 rivestì il ruolo di pilota comandante della missione Gemini 3, la prima missione del programma Gemini con equipaggio, diventando così il primo astronauta della NASA a volare nello spazio due volte. Fu designato come comandante dell'Apollo 1 ma morì in un incendio divampato durante un test sulla rampa di lancio. Al momento della sua morte, aveva il grado di Tenente Colonnello nell'USAF. | [ 76 ] [ 77 ] [ 78 ]               |
| Ritratto | Walter Marty (Wally) Schirra Jr. | Hackensack, New Jersey, 12 marzo 1923       | 3 maggio 2007   | Schirra si diplomò presso l'Accademia Navale degli Stati Uniti ad Annapolis, nel Maryland, nel 1945. Dopo aver prestato servizio in mare durante la seconda guerra mondiale, prese la qualifica di pilota nel 1948 e prestò servizio in scambio con l'aeronautica in qualità di pilota da caccia durante la Guerra di Corea, volando in 90 missioni di combattimento e abbattendo due MiG. Nel 1958 si qualificò come pilota collaudatore con la Classe 20 presso la U.S. Naval Test Pilot School. Volò nello spazio sulla Mercury-Atlas 8, il terzo volo orbitale del programma Mercury; sulla Gemini 6A nel 1965; e sull'Apollo 7, la prima missione Apollo con equipaggio. Schirra è stata la prima persona ad andare nello spazio tre volte e l'unico a volare in missioni Mercury, Gemini e Apollo. Nel 1969 si dimise dalla NASA e si ritirò dalla Marina con il grado di Capitano. Entrò a far parte di CBS News come co-anchorman di Walter Cronkite per le dirette televisive delle missioni di allunaggio dell'Apollo. | [ 79 ] [ 80 ]                      |
| Ritratto | Alan Bartlett Shepard Jr.        | Derry, New Hampshire, 18 novembre 1923      | 21 luglio 1998  | Shepard si è laureato presso l'Accademia Navale degli Stati Uniti ad Annapolis, Maryland, nel 1944. Dopo il servizio in mare durante la seconda guerra mondiale, è diventato pilota nel 1947 per poi qualificarsi come pilota collaudatore presso la U.S. Naval Test Pilot School nel 1950. Shepard volò nello spazio sulla Mercury-Redstone 3, il primo volo con equipaggio del programma Mercury, diventando così il primo statunitense nello spazio. Fu destinato, prima, a comandare l'ultimo volo del programma, la missione Mercury-Atlas 10, ma venne cancellato, e successivamente, il primo volo del programma Gemini, ma nel 1963 venne sospeso dal servizio attivo come astronauta dopo che gli venne diagnosticata la malattia di Ménière, una condizione in cui si riscontra un aumento del volume del fluido contenuto nel labirinto membranoso dell'orecchio interno causando disorientamento, vertigini e nausea. Rimase comunque nel programma spaziale, accettando il ruolo di capo dell'ufficio degli astronauti, fino a quando un intervento chirurgico sperimentale correttivo lo ha curato facendogli riprendere l'abilitazione al volo nel maggio 1969. Nel 1971, comandò l'Apollo 14, la terza missione di allunaggio con equipaggio, diventando il quinto e più anziano uomo a camminare sulla Luna. È stato poi promosso a contrammiraglio, il primo astronauta a raggiungere questo grado. Si ritirò dalla NASA e dalla Marina nel 1974. | [ 81 ] [ 82 ]                      |
| Ritratto | Donald Kent (Deke) Slayton       | Sparta, Wisconsin, 1 marzo 1924             | 13 giugno 1993  | Slayton entrò nel United States Army Air Corps nel 1942 e partecipò come pilota a missioni di combattimento nei cieli dell'Europa e del Pacifico durante la seconda guerra mondiale. Si unì alla guardia nazionale aerea del Minnesota nel 1951 e all'aeronautica militare nel 1952. Si diplomò presso la USAF Test Pilot School presso la Edwards Air Force Base, California, con la Classe 55C, e prestò servizio come pilota collaudatore presso il Flight Test Center. Prima che Slayton potesse effettuare la sua missione del programma Mercury, gli fu diagnosticato un ritmo cardiaco irregolare (fibrillazione atriale idiopatica) e quindi messo a terra sia dalla NASA che dall'USAF. Si dimise dall'USAF nel 1963 con il grado di Maggiore, ma rimase nel programma spaziale, prima come Capo non ufficiale dell'ufficio degli astronauti, poi come direttore delle operazioni degli equipaggi di volo. Nel luglio 1970, ritornò allo stato di volo e volò sulla navicella Apollo nel luglio 1975 come pilota del modulo di comando in occasione della missione del programma test Apollo-Sojuz. Lasciò la NASA nel 1982. | [ 83 ] [ 84 ] [ 85 ]               |